# Матулевич-Ильичёв, Юрий Болеславович
Ю́рий Болесла́вович Матуле́вич-Ильичёв (23 сентября 1922, Москва — 2 августа 1991, там же) — советский тренер по боксу, преподаватель Ташкентского суворовского военного училища НКВД. Подготовил ряд титулованных боксёров, в том числе олимпийского чемпиона, двукратного чемпиона Европы Валерия Попенченко. Заслуженный тренер СССР (1964).

## Биография
Родился 23 сентября 1922 года в Москве. Активно заниматься боксом начал в возрасте четырнадцати лет в 1936 году, первое время проходил подготовку в Ленинграде под руководством Александра Фёдоровича Гетье, позже тренировался в московском спортивном обществе «Динамо» у Анатолия Ивановича Булычёва и Андрея Васильевича Тимошина.
Как боксёр становился победителем и призёром нескольких турниров регионального значения, в том числе успешно выступал на чемпионатах Эстонской ССР.
Участвовал в Великой Отечественной войне. Командир взвода 27-го стрелкового Эстонского полка (затем 369-го гвардейского стрелкового полка), заместитель политрука 23-й воздушно-десантной бригады. Кавалер ордена Красной Звезды, ордена Отечественной войны II степени.
После войны в период 1949—1960 годов преподавал в Ташкентском суворовском военном училище НКВД, занимал должность начальника физической подготовки и одновременно с этим тренировал начинающих боксёров в местной секции бокса. Капитан Вооружённых Сил СССР. После выхода на пенсию посвятил себя работе с молодыми боксёрами в секции добровольного спортивного общества «Трудовые резервы». В 1968—1970 годах работал тренером по боксу в национальной сборной команде Финляндии, в частности готовил сборную к Олимпийским играм в Мюнхене — за эту деятельность награждён финским орденом «Золотой крест».
За долгие годы тренерской работы подготовил ряд титулованных боксёров, добившихся успеха на всесоюзном уровне. Один из самых известных его воспитанников — заслуженный мастер спорта Валерий Попенченко, чемпион летних Олимпийских игр в Токио, двукратный чемпион Европы, шестикратный чемпион СССР, единственный среди советских боксёров обладатель Кубка Вэла Баркера. За подготовку этого выдающегося спортсмена в 1964 году Юрий Матулевич-Ильичёв был удостоен почётного звания «Заслуженный тренер СССР».
Неоднократно принимал участие в соревнованиях по боксу в качестве судьи. С 1958 года — судья всесоюзной категории.
Отличник народного просвещения РСФСР.
Погиб в результате несчастного случая 2 августа 1991 года в возрасте 68 лет. Похоронен на Пятницком кладбище в Москве.